# Хаттон, Барбара
Барбара Вулворт Хаттон (14 ноября 1912[…], Нью-Йорк, Нью-Йорк — 11 мая 1979[…], Беверли-Хиллз, Калифорния) — американская светская львица, прозванная газетчиками «бедной маленькой богачкой» (англ. Poor Little Rich Girl).
Наследница торгового магната Франка В. Вулворта. В детстве пережила смерть матери, что сказалось на её дальнейшей жизни. Семь раз была замужем, имела всемирную известность. Многие завидовали её успеху и богатству, но даже на пике популярности оставалась неуверенной в себе, позволяла мужьям эксплуатировать себя, часто выпивала, принимала наркотики и заводила любовников. Провела последние годы жизни на грани нищеты из-за своей наивности и безграничной щедрости.

## Биография
Хаттон родилась в Нью-Йорке, была единственным ребёнком Эдны Вулворт (1883—1917), дочери Фрэнка В. Вулворта, основателя розничной сети F. W. Woolworth Company. Отцом Барбары был Франклин Льюис Хаттон (1877—1940), совладелец E. F. Hutton & Company (владел компанией вместе с братом Эдвардом Франсисом Хаттоном). Барбара Хаттон была племянницей Марджори Меривезе Пост, владелицы компании по продаже зерна, которая вышла замуж за Э. Д. Хаттона, поэтому их дочь Дина Мерилл была двоюродной сестрой Барбары, жившей вместе с ними после смерти матери и отказа отца.
Эдна Вулворт покончила с собой, когда её дочери было пять лет. Маленькая Барбара обнаружила тело своей матери. После этого жила у родственников, а также воспитывалась гувернантками. Б. Хаттон посещала школу The Hewitt School в Нью-Йорке и школу Miss Porter’s для девочек в Коннектикуте. Она была очень замкнутым ребёнком, который мало общался с детьми своего возраста. Единственным близким другом Барбары был Джимми Донахью, её двоюродный брат по матери.
В 1924 году после смерти бабки Хаттон унаследовала двадцать восемь миллионов долларов, её целевой фонд на тот момент составлял 26,1 млн долларов, наследство матери — 2,1 млн долларов. Ко времени её 20-летия отец с помощью инвестиций довел её состояние до сорока миллионов долларов, а состояние матери до восьми миллионов долларов, что сделало Хаттон одной из самых богатых женщин мира.
В соответствии с нравами нью-йоркского общества на 18-летие Барбары Хаттон был дан роскошный приём, куда были приглашены Асторы и Рокфеллеры. Гостей развлекали Руди Валле и Морис Шевалье. Общая сумма затрат на приём составила шестьдесят тысяч долларов, огромные деньги для времён Великой депрессии.

## Личная жизнь
Барбара Хаттон изображалась в прессе, как везучая молодая женщина, имеющая всё, но в действительности это было не так. С детства у неё развилась психопатия. В общей сложности Барбара была замужем семь раз:
- 1933 — Алексис Мдивани[нем.], грузинский дворянин, развелись в 1935;
- 1935 — граф Генрих Эберхард фон Харденберг, развелись в 1938;
- 1942 — актёр Кэри Грант, развелись в 1945;
- 1947 — князь Игорь Трубецкой, развелись в 1951;
- 1953 — дипломат Порфирио Рубироса (бывший муж Даниэль Дарьё), развелись в 1954;
- 1955 — барон Готфрид фон Крамм, развелись в 1959;
- 1964 — Пьер Раймонд Доан, развелись в 1966.

Первые два мужа пользовались огромным состоянием Барбары для достижения собственных целей. В браке с графом Харденбергом, склонным к рукоприкладству, она родила своего единственного сына Ланса, над которым получила опеку после развода. Подобно своему отчиму, князю Трубецкому, Ланс стал известным автогонщиком.

## Сокровища

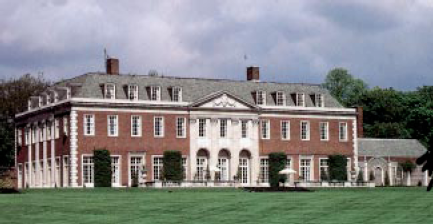
Уинфилд Хаус бывший особняк Барбары Хаттон в лондонском Риджентс-парке

На протяжении многих лет Барбара Хаттон покупала картины и скульптуры старых мастеров. Она также лично приобрела великолепную коллекцию фарфора и украшений, некоторые из которых прежде принадлежали Марии-Антуанетте и императрице Евгении, а также произведения Фаберже. Она также владела бриллиантом величиной в сорок карат, получивший имя «Паша».

## Последние годы
После гибели единственного сына в авиакатастрофе в 1972 году Барбара Хаттон впала в состояние депрессии. К этому моменту её состояние значительно уменьшилось из-за расточительности. Барбара подарила свой просторный особняк Уинфилд Хаус в Риджентс-парке правительству, ныне он служит резиденцией американского посла. Многие считают эту сделку сомнительной.
В конце концов она распродала свои авуары для того, чтобы иметь средства для существования, продолжая при этом тратить деньги. Последние годы жизни Барбара Хаттон провела в Beverly Wilshire Hotel, где она умерла от сердечного приступа в мае 1979 года в возрасте шестидесяти шести лет. Три с половиной тысячи долларов — это всё, что осталось от состояния некогда одной из богатейших женщин мира. Барбара Хаттон была похоронена на кладбище в Бронксе (Нью-Йорк), в семейном мавзолее Вулвортов.

## Фильмы о Барбаре Хаттон
- «Бедная маленькая богачка: История жизни Барбары Хаттон» (1987)